# Miconia calvescens
Espèce
Synonymes
- Cyanophyllum magnificum Groenland 1859
- Miconia magnifica Triana 1871

Classification phylogénétique
Miconia calvescens, appelé cancer vert à Tahiti, est une espèce de plantes à fleurs de la famille des Melastomataceae. C'est un arbre ou arbuste originaire du Mexique et d'Amérique centrale et du sud. Il fournit à Tahiti « un des cas les plus spectaculaires et catastrophiques d'invasion biologique d'une plante introduite dans un écosystème insulaire tropical ».
Cette espèce figure parmi les « Cent espèces envahissantes parmi les plus nuisibles du monde », liste établie par le groupe de spécialistes des espèces envahissantes (GSEE) de la Commission de la sauvegarde des espèces (CSE) de l'Union internationale pour la conservation de la nature (UICN).

## Description

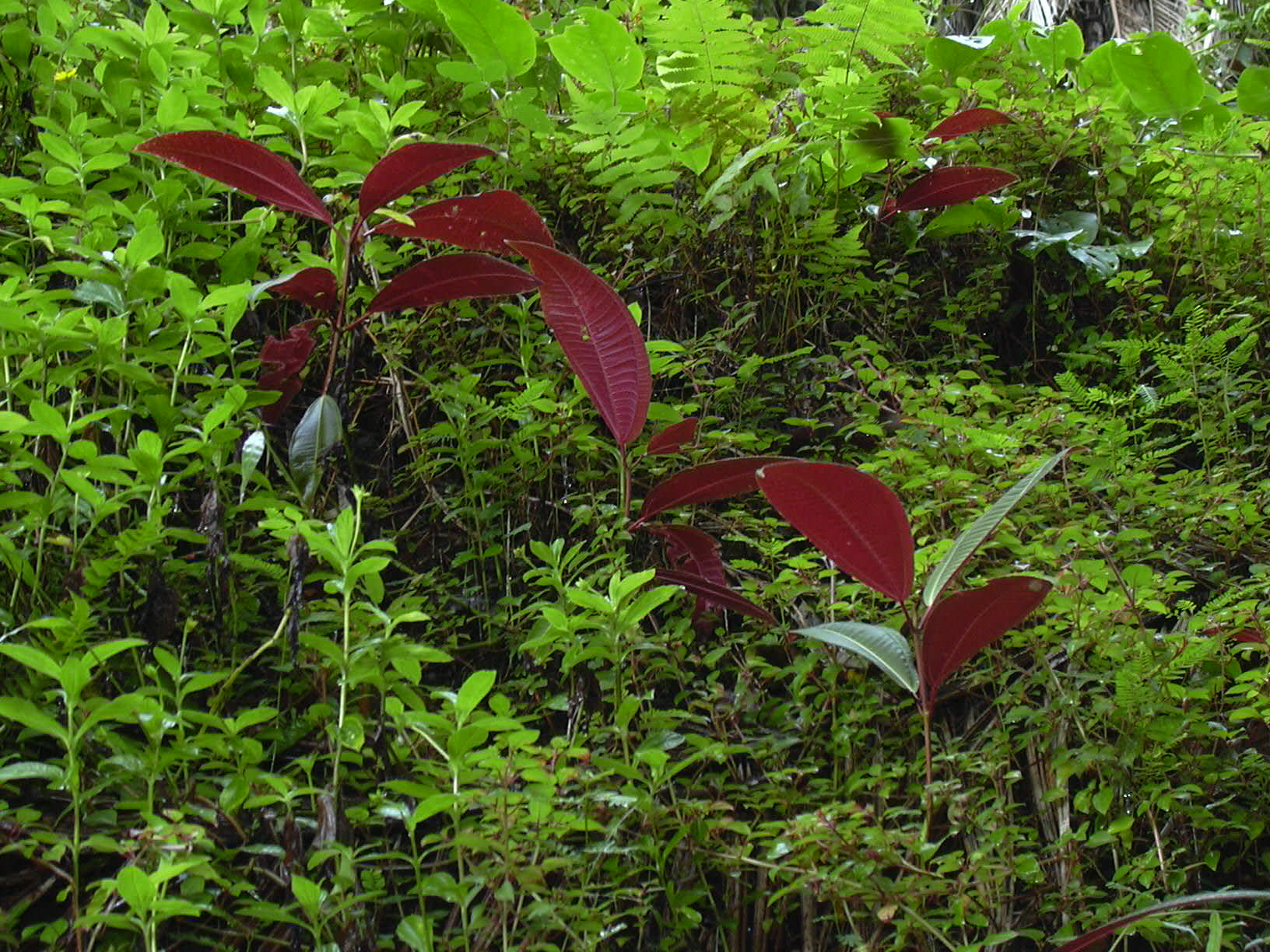
Miconia émergeant d'une végétation dense.

### Aspect général
C'est un arbuste ou un arbre de 6-8 mètres de haut et jusqu'à 20 m en Nouvelle-Calédonie[réf. souhaitée].

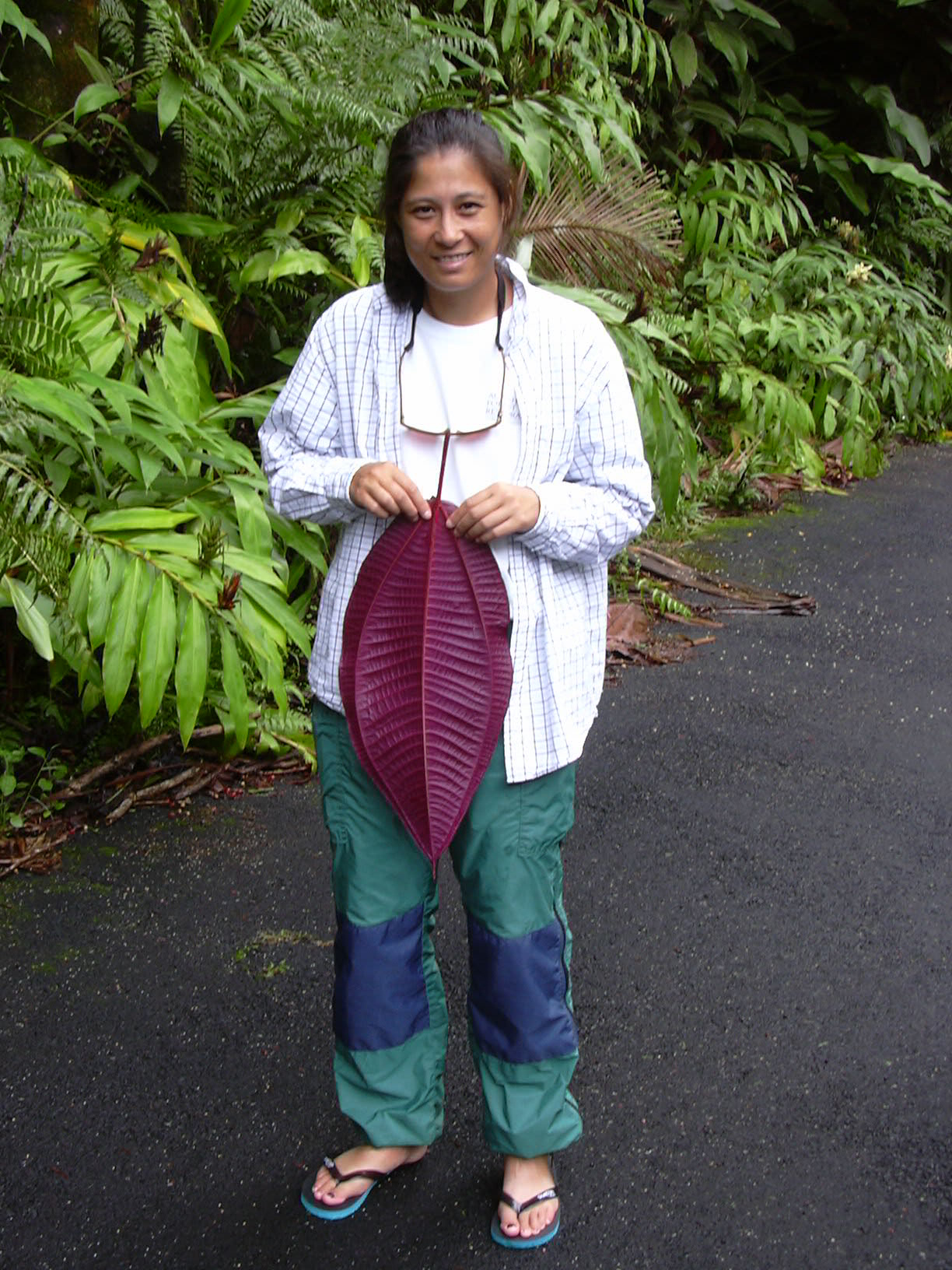
Revers de feuille.

### Feuilles
Les feuilles sont simples, opposées, décussées. Très rigides, épaisses, roulées, souvent en forme de cuillère, leurs trois nervures primaires sont arquées, les secondaires étant scalariformes. Très longues (jusqu'à 80 centimètres), elles sont facilement reconnaissables à leur revers pourpre. Les jeunes feuilles ont la face supérieure légèrement pubescente.

### Fleurs
Les inflorescences sont de grandes panicules blanches ou roses, un peu plus courtes que les feuilles[réf. souhaitée], qui comportent 1000 à 3000 petites fleurs tubulaires, dont la corolle se compose de 5 lobes arrondis. Le calice est couvert de poils étoilés.
La floraison et la fructification se font presque toute l'année[réf. souhaitée].

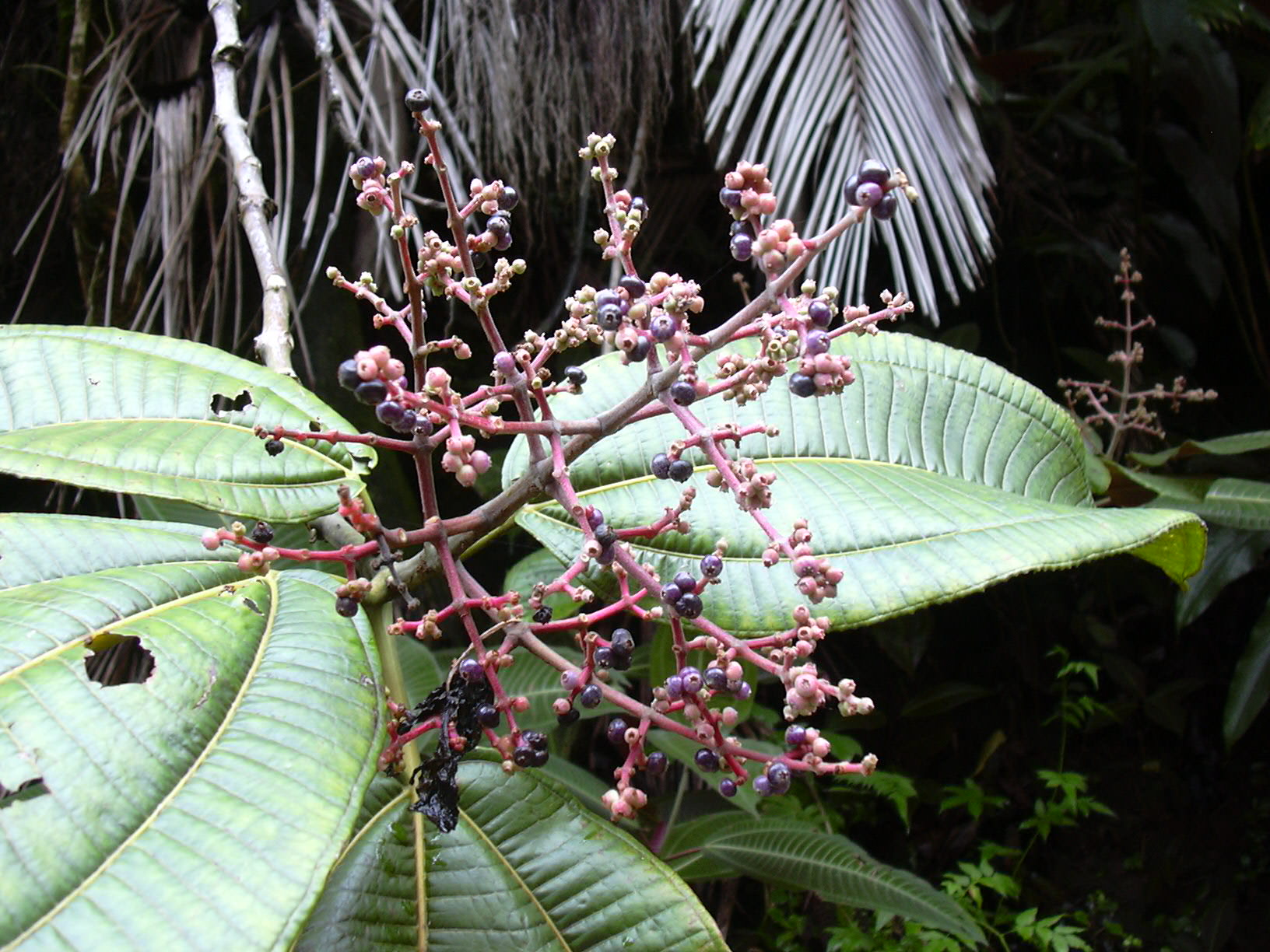
Infrutescence.

### Fruits
Les fruits sont des baies pourpre noirâtre de 7 millimètres de diamètre, contenant chacun plus de 200 graines minuscules. Les fruits sont dispersés par les oiseaux (zoochorie).

## Écologie
En Amérique centrale et en Amérique du Sud, la plante se développe en sous-bois des forêts tropicales jusqu’à 1 800 m d'altitude.

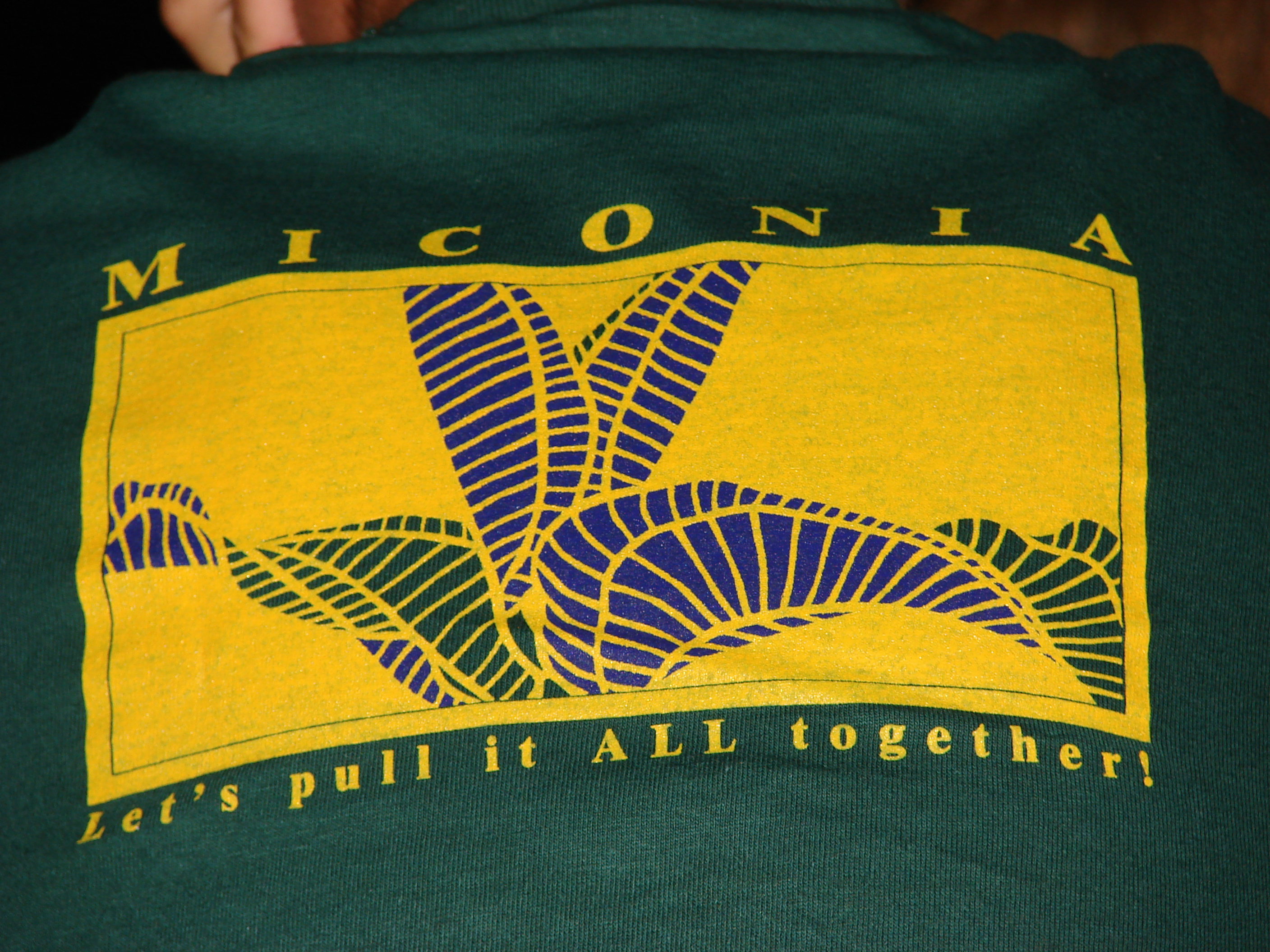
Tricot de sensibilisation en faveur de l'éradication du Miconia

Elle a envahi les deux tiers de Tahiti, où elle forme des fourrés denses monospécifiques, menaçant 70 plantes endémiques de l'île. Elle s'est aussi naturalisée à Hawaï, au Sri Lanka, dans le nord de l'Australie, à la Jamaïque et à Grenade (Antilles).
En Nouvelle-Calédonie, des individus en provenance de Papeete ont été introduits dans les années 1970 dans les hauts de Robinson (dans la commune de Mont Dore) en tant que plantes ornementales.
Deux foyers de M. calvescens ont été identifiés en Guadeloupe. L'arrachage manuel est requis car l’île héberge quatre espèces endémiques de Miconia.

### Caractère envahissant
Cette plante est redoutable par bien des aspects. D'abord sa croissance rapide (jusqu'à 150 centimètres par an), mais aussi sa tolérance aux conditions de lumière faible, sa capacité à produire de très nombreuses graines (jusqu'à 100 000 par inflorescence) et ce dès 4 ans et la longévité de ses graines, qui peuvent persister dans le sol pendant 10 ans.
En Nouvelle-Calédonie, le Code de l'environnement de la Province Sud interdit l’introduction dans la nature de cette espèce ainsi que sa production, son transport, son utilisation, son colportage, sa cession, sa mise en vente, sa vente ou son achat.

## Méthodes de lutte
Miconia calvescens peut être attaqué par des moyens :
- mécaniques : arrachage en visant particulièrement les arbres reproducteurs ;
- chimiques : herbicides à base de glyphosate ;
- biologiques : avec le champignon phytopathogène, Colletotrichum gloeosporioides f. miconiae[6].